# 2038 Bistro
2038 Bistro è un asteroide della fascia principale del diametro medio di circa 12,58 km. Scoperto nel 1973, presenta un'orbita caratterizzata da un semiasse maggiore pari a 2,4353100 UA e da un'eccentricità di 0,0895346, inclinata di 14,79384° rispetto all'eclittica.
Il nome deriva dal bistrot, tipico locale con funzioni di ristorante.